# Сарітов Альберт Рамазанович
Альберт Рамазанович Сарітов (рос. Альберт Рамазанович Саритов; нар. 8 липня 1985) — російський та румунський борець вільного стилю, бронзовий призер чемпіонату світу та Олімпійських ігор, володар Кубку світу. Заслужений майстер спорту Росії.

## Біографія
Народився 8 липня 1985 року в Хасав'юрті, Дагестан, за національністю чеченець. З 10 до 16 років тренувався в Хасав'юрті у Саліма Нуцалханова та Іслама Матієва, потім переїхав до Красноярська, тренувався у Дмитра Міндіашвілі. Виступав за Красноярський край. Особистим тренером є Володимир Гегамович Модосян. Виступав за збірну Росії, напередодні літніх Олімпійських ігор 2016 року через сильну конкуренцію в російській команді, отримав румунське громадянство і став виступати за збірну Румунії, принісши їй на Олімпіаді в Ріо-де-Жанейро бронзову нагороду. Російська збірна у цій же ваговій категорії на цій же Олімпіаді лишилася без медалей. Її представник Анзор Болтукаєв посів лише 11 місце.

## Спортивні досягнення
- чемпіон Росії (2011),
- призер чемпіонатів Росії (бронза — 2008, срібло — 2009, 2012),
- переможець міжконтинентального Кубка ЦСКА (2008).

## Спортивні результати на міжнародних змаганнях

### Виступи на Олімпіадах
| Змагання                    | Збірна  | Вагова категорія          | Місце  |
| --------------------------- | ------- | ------------------------- | ------ |
| Літні Олімпійські ігри 2016 | Румунія | вільна боротьба, до 97 кг | Бронза |
| Літні Олімпійські ігри 2020 | Румунія | вільна боротьба, до 97 кг | 14     |

### Виступи на Чемпіонатах світу
| Змагання                        | Збірна  | Вагова категорія          | Місце  |
| ------------------------------- | ------- | ------------------------- | ------ |
| Чемпіонат світу з боротьби 2011 | Росія   | вільна боротьба, до 84 кг | Бронза |
| Чемпіонат світу з боротьби 2019 | Румунія | вільна боротьба, до 97 кг | 17     |

### Виступи на Чемпіонатах Європи
| Змагання                         | Збірна  | Вагова категорія          | Місце  |
| -------------------------------- | ------- | ------------------------- | ------ |
| Чемпіонат Європи з боротьби 2020 | Румунія | вільна боротьба, до 97 кг | Срібло |
| Чемпіонат Європи з боротьби 2021 | Румунія | вільна боротьба, до 97 кг | 10     |

### Виступи на Кубках світу
| Змагання                    | Збірна | Вагова категорія          | Місце  |
| --------------------------- | ------ | ------------------------- | ------ |
| Кубок світу з боротьби 2006 | Росія  | вільна боротьба, до 74 кг | Золото |
| Кубок світу з боротьби 2011 | Росія  | вільна боротьба, до 84 кг | 6      |

### Виступи на Всесвітніх іграх військовослужбовців
| Змагання                                | Збірна | Вагова категорія          | Місце  |
| --------------------------------------- | ------ | ------------------------- | ------ |
| Всесвітні ігри військовослужбовців 2007 | Росія  | вільна боротьба, до 60 кг | Золото |

### Виступи на інших змаганнях
| Змагання                                                        | Збірна  | Вагова категорія          | Місце  |
| --------------------------------------------------------------- | ------- | ------------------------- | ------ |
| Олімпійський кваліфікаційний турнір з боротьби 2008 (Хапаранда) | Росія   | вільна боротьба, до 84 кг | Бронза |
| Турнір Шаміля Умаханова 2008                                    | Росія   | вільна боротьба, до 84 кг | 5      |
| Гран-прі «Іван Яригін» 2009                                     | Росія   | вільна боротьба, до 84 кг | 5      |
| Чемпіонат Росії з боротьби 2009                                 | Росія   | вільна боротьба, до 84 кг | Срібло |
| Золотий Гран-прі з боротьби 2011 (Красноярськ)                  | Росія   | вільна боротьба, до 84 кг | Срібло |
| Чемпіонат Росії з боротьби 2011                                 | Росія   | вільна боротьба, до 84 кг | Золото |
| Кубок Президента Бурятської Республіки з боротьби 2012          | Росія   | вільна боротьба, до 84 кг | Золото |
| Меморіал Іона Корнеану 2012                                     | Росія   | вільна боротьба, до 84 кг | Срібло |
| Гран-прі Німеччини з боротьби 2012                              | Росія   | вільна боротьба, до 84 кг | Золото |
| Золотий Гран-прі з боротьби 2012 (Баку)                         | Росія   | вільна боротьба, до 84 кг | Бронза |
| Кубок Рамзана Кадирова 2012                                     | Росія   | вільна боротьба, до 84 кг | Золото |
| Гран-прі «Іван Яригін» 2013                                     | Росія   | вільна боротьба, до 84 кг | 5      |
| Відкритий чемпіонат Монголії з боротьби 2014                    | Росія   | вільна боротьба, до 86 кг | Золото |
| Кубок Президента Бурятської Республіки з боротьби 2014          | Росія   | вільна боротьба, до 86 кг | Золото |
| Турнір Алі Алієва 2014                                          | Росія   | вільна боротьба, до 86 кг | Золото |
| Кубок Рамзана Кадирова 2014                                     | Росія   | вільна боротьба, до 86 кг | Бронза |
| Кубок Рамзана Кадирова 2015                                     | Росія   | вільна боротьба, до 97 кг | Бронза |
| Олімпійський кваліфікаційний турнір з боротьби 2016 (Стамбул)   | Румунія | вільна боротьба, до 97 кг | Золото |
| Меморіал Вацлава Циолковського 2016                             | Румунія | вільна боротьба, до 97 кг | 15     |
| Кубок Ахмата Кадирова 2017                                      | Румунія | команда                   | Бронза |
| Меморіал Іона Корнеану і Ладислава Сімона 2018                  | Румунія | вільна боротьба, до 97 кг | Срібло |
| Меморіал Іона Корнеану і Ладислава Сімона 2019                  | Румунія | вільна боротьба, до 97 кг | Золото |
| Турнір Олександра Медведя 2019                                  | Румунія | вільна боротьба, до 97 кг | Золото |
| Турнір Яшара Догу 2020                                          | Румунія | вільна боротьба, до 97 кг | Золото |
| Гран-прі Франції Анрі Деглана 2020                              | Румунія | вільна боротьба, до 97 кг | Золото |
| Київський Міжнародний турнір з боротьби 2021                    | Румунія | вільна боротьба, до 97 кг | Бронза |
| Олімпійський кваліфікаційний турнір з боротьби 2020 (Будапешт)  | Румунія | вільна боротьба, до 97 кг | 5      |
| Олімпійський кваліфікаційний турнір з боротьби 2020 (Софія)     | Румунія | вільна боротьба, до 97 кг | Срібло |